# Chenopodioideae
Classification APG II (2003)
Sous-famille
Les Chenopodioideae forment une sous-famille des Amaranthaceae selon la classification phylogénétique APG II. Elle comprend une partie des genres contenus dans la famille des Chenopodiaceae en classification classique. 

## Liste de genres
Elle comprend les genres suivants:
| - Acroglochin - Agathophora - Agriophyllum - Alexandra - Allenrolfea - Anabasis - Anthochlamys - Aphanisma - Archiatriplex - Arthrocnemum - Arthrophytum - Atriplex - Axyris - Babbagia - Bassia - Beta - Bienertia - Borsczowia - Brachylepis - Camphorosma - Ceratocarpus - Chenopodium - Choriptera - Climacoptera - Corispermum - Cornulaca - Cremnophyton - Cyathobasis - Cycloloma - Didymanthus - Dissocarpus - Dysphania - Einadia - Enchylaena - Eremophea - Eriochiton | - Esfandiaria - Exomis - Fadenia - Fredolia - Girgensohnia - Goerziella - Grayia - Gyroptera - Hablitzia - Halanthium - Halarchon - Halimione - Halimocnemis - Halocharis - Halocnemum - Halogeton - Halostachys - Halothamnus - Haloxylon - Hammada - Helicilla - Hemichroa - Heterostachys - Holmbergia - Horaninovia - Kalidiopsis - Kalidium - Kirilowia - Kochia - Krascheninnikovia - Lagenantha - Maireana - Malacocera - Manochlamys - Microcnemum - Microgynoecium | - Monolepis - Nanophyton - Neobassia - Nitrophila - Noaea - Nucularia - Ofaiston - Oreobliton - Pachycornia - Panderia - Patellifolia - Petrosimonia - Piptoptera - Polycnemum - Rhagodia - Roubieva - Roycea - Sarcobatus - Sclerolaena - Sclerostegia - Seidlitzia - Senniella - Sevada - Spinacia - Stelligera - Suckleya - Sympegma - Tecticornia - Tegicornia - Teloxys - Theleophyton - Threlkeldia - Traganopsis - Traganum - Zuckia |

## Photographie

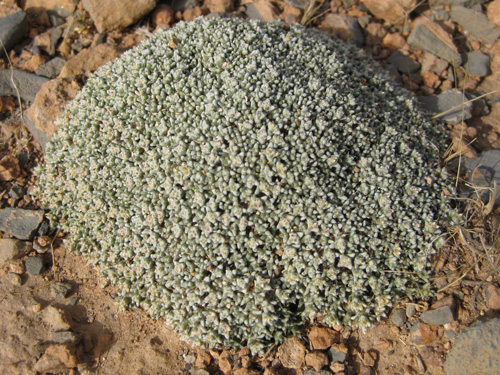
Chou-fleur de Bou Hammama (Fredolia aretioides), endémique du Sahara occidental